# Pholidobolus odinsae
Pholidobolus odinsae — вид ящірок родини гімнофтальмових (Gymnophthalmidae). Ендемік Колумбії. Описаний у 2023 році.

## Поширення і екологія
Pholidobolus odinsae відомі з трьох місцевостей, розташованих в горах Західного хребта Колумбійських Анд в департаменті Антіокія. Вони живуть у вторинних заростях на узліссях гірських тропічних лісів, а також на луках. пасовищах і поблизу людських поселень. Зустрічаються на висоті від 1720 до 2310 м над рівнем моря.